# Ivan Goi
Ivan Goi (Casalmaggiore, 29 de febrero de 1980) es un expiloto de motociclismo Italiano. Actualmente compite en el Mundial de Superbike a bordo de una BMW S1000RR.

## Biografía
Goi compitió en la categoría de 125cc de 1996 a 2000 y en 2002. Su mejor año fue en 1996, cuando gana el Gran Premio de Austria de 125cc, convirtiéndose en el piloto más joven en ganar un Gran Premio con 16 años y 157 días de edad, y finalizó en el décimo puesto de la clasificación general. En 2001, debutó en el Campeonato Mundial de Supersport, donde corrió desde 2003 a 2005, y compitió en determinadas carreras de Campeonato Mundial de Superbikes en 2006 y 2014.
A nivel nacional, Goi ganó el Campeonato Italiano de Stock 1000 en 2010 y en 2012 y el Campeonato Italiano de Superbike en 2014.

## Resultados
Sistema de puntuación a partir de 1993.
| Posición | 1  | 2  | 3  | 4  | 5  | 6  | 7 | 8 | 9 | 10 | 11 | 12 | 13 | 14 | 15 |
| Puntos   | 25 | 20 | 16 | 13 | 11 | 10 | 9 | 8 | 7 | 6  | 5  | 4  | 3  | 2  | 1  |

(Carreras en negrita indica pole position, carreras en cursiva indica vuelta rápida)
| Año  | Clase | Moto    | 1      | 2      | 3       | 4       | 5      | 6       | 7      | 8       | 9       | 10     | 11     | 12      | 13      | 14      | 15     | 16    | Pts. | Pos. |
| ---- | ----- | ------- | ------ | ------ | ------- | ------- | ------ | ------- | ------ | ------- | ------- | ------ | ------ | ------- | ------- | ------- | ------ | ----- | ---- | ---- |
| 1996 | 125cc | Honda   | MAL 16 | INA 13 | JPN 19  | SPA 10  | ITA 8  | FRA 12  | NED 2  | GER 10  | GBR 12  | AUT 1  | CZE 9  | IMO 7   | CAT 9   | BRA Ret | AUS 5  |       | 110  | 10.º |
| 1997 | 125cc | Aprilia | MAL 13 | JPN 14 | SPA 11  | ITA 13  | AUT 12 | FRA 16  | NED 15 | IMO Ret | GER 13  | BRA 18 | GBR 17 | CZE Ret | CAT -   | INA -   | AUS -  |       | 21   | 18th |
| 1998 | 125cc | Aprilia | JPN 15 | MAL 15 | SPA Ret | ITA 13  | FRA 9  | MAD Ret | NED 14 | GBR 10  | GER 11  | CZE 9  | IMO 10 | CAT 11  | AUS 11  | ARG 11  |        |       | 53   | 14.º |
| 1999 | 125cc | Honda   | MAL 8  | JPN 14 | SPA 11  | FRA Ret | ITA 15 | CAT 15  | NED 11 | GBR 11  | GER 12  | CZE 11 | IMO 6  | VAL Ret | AUS 14  | RSA Ret | BRA 11 | ARG 8 | 61   | 13.º |
| 2000 | 125cc | Honda   | RSA 8  | MAL 10 | JPN 6   | SPA 7   | FRA 6  | ITA 13  | CAT 11 | NED 8   | GBR Ret | GER 6  | CZE 10 | POR 6   | VAL Ret | BRA 12  | PAC 5  | AUS 8 | 108  | 10.º |
| 2002 | 125cc | Aprilia | JPN -  | RSA -  | SPA -   | FRA -   | ITA -  | CAT -   | NED -  | GBR 19  | GER 24  | CZE -  | POR -  | BRA -   | PAC -   | MAL -   | AUS -  | VAL - | 0    | -    |

### Campeonato Mundial de Supersport

#### Carreras por año
| Year | Bike   | 1      | 2     | 3      | 4      | 5   | 6      | 7      | 8   | 9   | 10      | 11      | 12     | Pos. | Pts. |
| ---- | ------ | ------ | ----- | ------ | ------ | --- | ------ | ------ | --- | --- | ------- | ------- | ------ | ---- | ---- |
| 2001 | Honda  | SPA 23 | AUS 9 | JPN 20 | ITA    | GBR | GER    | SMR    | EUR | GER | NED     | ITA     |        | 25th | 7    |
| 2003 | Yamaha | SPA    | AUS   | JPN    | ITA 18 | GER | GBR    | SMR 15 | GBR | NED | ITA Ret | FRA     |        | 36th | 1    |
| 2005 | Yamaha | QAT    | AUS   | SPA    | ITA 9  | EUR | SMR 16 | CZE    | GBR | NED | GER     | ITA Ret | FRA 13 | 24th | 10   |

### Campeonato Mundial de Superbikes

#### Carreras por año
| Year | Make   | 1   | 1   | 2   | 2   | 3   | 3   | 4       | 4       | 5   | 5   | 6   | 6   | 7      | 7      | 8   | 8   | 9   | 9   | 10  | 10  | 11      | 11     | 12     | 12      | Pos. | Pts. |
| Year | Make   | R1  | R2  | R1  | R2  | R1  | R2  | R1      | R2      | R1  | R2  | R1  | R2  | R1     | R2     | R1  | R2  | R1  | R2  | R1  | R2  | R1      | R2     | R1     | R2      | Pos. | Pts. |
| ---- | ------ | --- | --- | --- | --- | --- | --- | ------- | ------- | --- | --- | --- | --- | ------ | ------ | --- | --- | --- | --- | --- | --- | ------- | ------ | ------ | ------- | ---- | ---- |
| 2006 | Honda  | QAT | QAT | AUS | AUS | SPA | SPA | ITA     | ITA     | EUR | EUR | SMR | SMR | CZE    | CZE    | GBR | GBR | NED | NED | GER | GER | ITA Ret | ITA 19 | FRA 19 | FRA Ret | NC   | 0    |
| 2014 | Ducati | AUS | AUS | SPA | SPA | NED | NED | ITA Ret | ITA DNS | GBR | GBR | MAL | MAL | ITA 14 | ITA 13 | POR | POR | USA | USA | SPA | SPA | FRA     | FRA    | QAT    | QAT     | 29th | 5    |